# Desmiphora travassosi
Desmiphora travassosi là một loài bọ cánh cứng trong họ Cerambycidae.